# Firenze (canzone triste)/Angelina
Firenze (canzone triste)/Angelina è il 7° singolo del cantautore italiano Ivan Graziani, pubblicato nel 1980 per la casa discografica Numero Uno.

## Tracce
Tutti i brani sono di Ivan Graziani.

### Lato A
1. Firenze (canzone triste) - 5:00

### Lato B
1. Angelina - 3:58